# Mariés... ou presque !
Pour plus de détails, voir Fiche technique et Distribution.
Mariés... ou presque ! est un téléfilm français réalisé par Didier Grousset, diffusé en 2006.

## Synopsis
Dominique Duchêne, séduisante femme de quarante ans, reçoit avec bonheur la demande en mariage de Pierre, son compagnon depuis quatre ans. Médecin exerçant dans un centre de thalassothérapie de La Rochelle, Dominique pense enfin tenir le bonheur. Hélas. Sa rencontre avec une femme affirmant être la maîtresse de Pierre la fait douter sur les intentions de son fiancé. Pour ajouter au trouble, Lucas, un amour de jeunesse de Dominique, devenu un homme séduisant et séducteur, refait surface. Toutes les certitudes de Dominique sont bousculées. Elle doit choisir entre une vie de couple toute tracée avec Pierre et une passion déraisonnable, suggérée par Lucas...

## Fiche technique
- Titre : Mariés... ou presque !
- Réalisation : Didier Grousset
- Producteur : François Aramburu, Pascal Fontanille
- Scénario : Julie Jézéquel et Bruno Batlo
- Musique : Reinhardt Wagner
- Directeur de la photographie : Bernard Cassan
- Montage : Amina Mazani
- Distribution des rôles : Paula Chevallet
- Création des décors : Marc Thiébault
- Création des costumes : Ghizlane Jamal
- Sociétés de production : France 2 et Merlin Productions
- Pays d'origine : France
- Format : Couleurs
- Genre : Comédie
- Durée : 90 minutes
- Date de diffusion : 26 mai 2006 sur France 2

## Distribution
- Carole Richert : Dominique Duchêne
- Yvon Back : Pierre Pelletier
- Marc Duret : Lucas
- Julie Jézéquel : Laurence
- Marie-Noëlle Eusèbe : Clémentine
- François Arambaru : Edouard
- Frédérique Bonnat : Marlène
- Nathalie Grandhomme : Monica Pérec
- Francine Olivier : Nicole
- Georges Goubert : Eugène
- Annie Bertin : Clotilde
- Laurent Benoît : André
- Edouard C. : jeune 1
- Julien Lachevre  : Maître d’hotel